# Торжественник

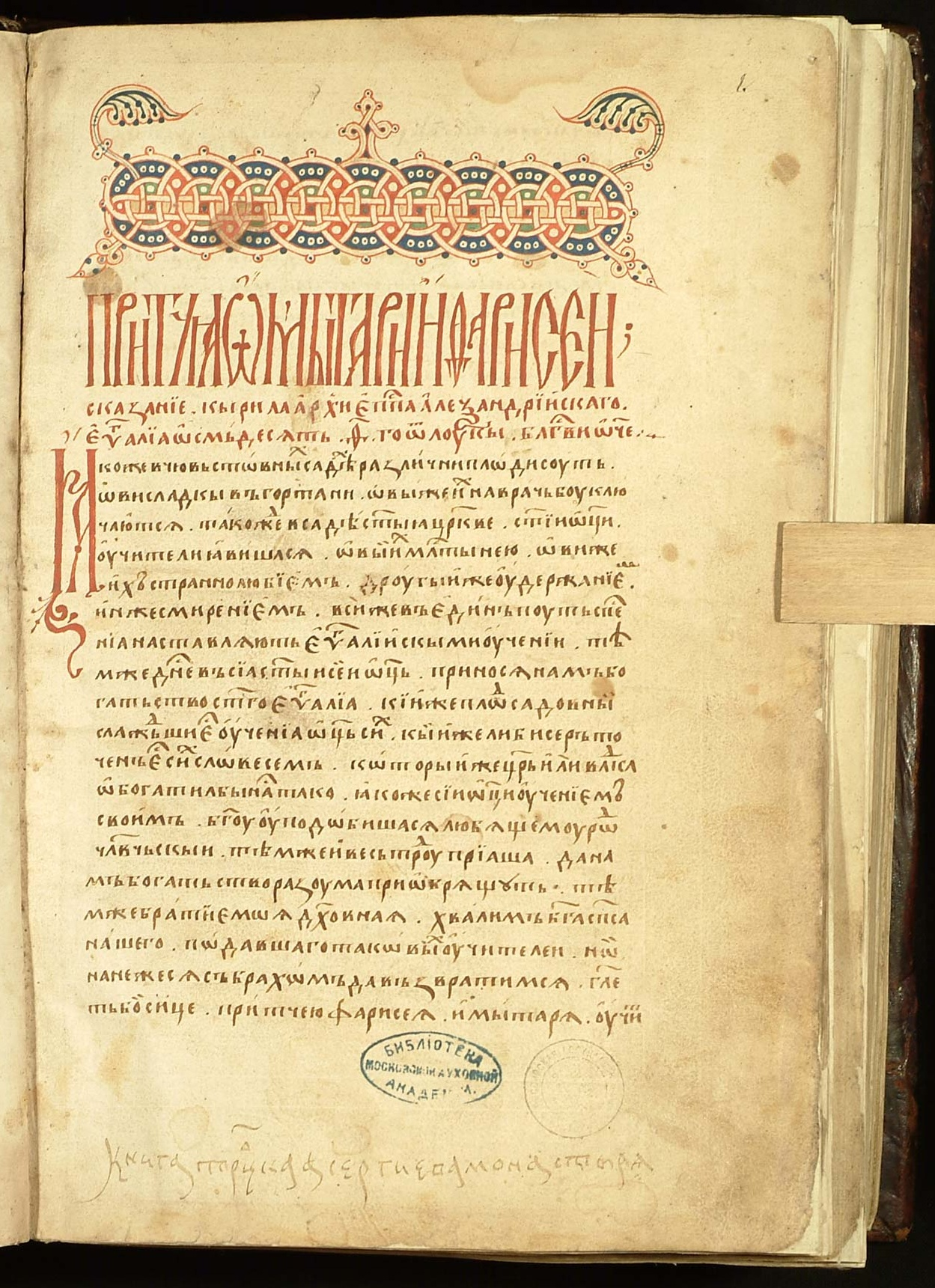
Св. Иоанна Златоустаго и других поучения, наз. иначе «Торжественник, Соборник и просто Златоуст», – сборник, содержащий слова от недели мытаря и фарисея и оканчивающийся неделею всех святых, в лист полууставом XV века.

Торже́ственник  — книга периода с конца XIV по XVII века, памятник русской письменности и литературы; древнерусский календарный сборник житий и похвальных слов, происхождение которого было вызвано богослужебными потребностями: статьи торжественника предназначались для чтения при богослужении, в поучение верующим. Однако к концу XVI века из сборника уставных чтений торжественник становится исключительно литературным сборником.

## Содержание
Содержание торжественника — проповеди и синаксари, т. e. жития наиболее чтимых святых и сказания о церковных праздниках и «торжествах». Из русских писателей встречаются слова проповедника Кирилла Туровского (1130 — ок.1182) и киевского митрополита Григория Цамвлака (1364—1419/1450).
Состав торжественника не отличается постоянством. Подобно книге Триоди (собранию трехпесенных канонов), торжественник бывает постным и пятидесятным, но обыкновенно обе части встречаются в одном сборнике, в котором слова и сказания распределены начиная от недели мытаря и фарисея до недели всех святых. Постный (или «триодный») торжественник включает чтения на воскресные дни Великого поста, на дни Страстной седмицы и на Пасху, например, Торжественник триодный из скриптория Троице-Сергиева монастыря (РНБ. Сол. 1053/1162).
В замечательном по составу списке торжественника XIV века, принадлежавшем библиотеке московского библиофила Хлудова (1818—1882), жития и сказания преобладают над поучениями; обыкновенно же поучения занимали преобладающее место. В Хлудовском торжественнике помещены труды Климента еп. Словенского (ок. 840—916) и Иоанна экзарха болгарского (X век).

## Заглавия
Переписчики давали торжественникам такие названия:
- «Събрание святых словес на праздники Спасовы, Богородичны и иных святых многих…»,
- «Соборник, иже наречеться сказания жития святых пророк и апостол и святых мученик и святых преподобных отец…»,
- «Книга, глаголемая Соборник, сиречь Тържественик четей…»,
- «Пангирик, сиречь Тържественик…»,
- «Торжественник по мытаря и фарисея, четыредесятница и пятидесятница…».